# Пик, Джон (геймдизайнер)
Джон Пик (англ. John Peake) — британский геймдизайнер, специализирующийся на настольных играх.

## Биография
В начале 1975 года Пик и его школьные друзья — Йен Ливингстон и Стив Джексон, снимавшие с ним квартиру в лондонском районе Shepherd’s Bush, основали компанию «Games Workshop». Название отражало тот факт, что они будут создавать свои игры вручную. Пик начал делать нарды с инкрустацией из красного дерева и вишневого шпона и вскоре ассортимент расширился до наборов для изготовления манкалы, мельницы, го, Ханойской башни и других игр. Чтобы поддержать свой новый игровой бизнес, Джексон, Ливингстон и Пик начали публиковать ежемесячный бюллетень «Owl and Weasel» (1975—1977).
В 1976 году Пик покинул компанию, так как не интересовался новой индустрией: ролевых игр, а Games Workshop все больше вовлекалась в эту индустрию.

## Примечание
1. 1 2 3 4  Shannon Appelcline. Designers & Dragons. Mongoose Publishing.. — 2011. — ISBN 978-1-907702- 58-7.